# نیه توچکا
نیه توچکا (روسی: Неточка Незванова) رمانی از فیودور داستایفسکی نویسندهٔ رئالیسم روسی، با نامِ کاملِ نِیه توچکا نیزوانُوف است که اولین بار خبرِ انتشارِ آن در سال ۱۸۴۶ یعنی همزمان با نگارشِ کتاب دیگر داستایفسکی به نامِ خانم صاحبخانه در سالنامهٔ میهن پرستی اعلام شد، با این حال انتشارِ واقعیِ این رمان یا به عبارت بهتر این طرحِ رُمانِ بزرگ از ماه ژانویه تا می ۱۸۴۹ در سالنامهٔ نام برده صورت گرفت، در حقیقت با توجه به ترجمهٔ جین کنتیش چنین بر می‌آید که این اثرِ نویسنده بیش از یک مقدمهٔ معمولی و پیش نویسِ یک کتاب است. داستایفسکی چنانچه از مکاتباتش بر می‌آید، بیش از دو سال و نیم برای نِگارش این کتاب با جدیّت و زحمتِ تمام کار کرده و سرانجام موفق به اتمام آن نشده و انتشارِ کتاب به علّت دستگیری و تبعید به اردوگاه بازداشت شدگانِ سیبری نیمه کاره ماند و پس از بازگشت از تبعید به سال ۱۸۹۵، داستایفسکی، کار بر روی این کتاب را ادامه نداد و این اثر برای همیشه ناتمام ماند، بخشِ اول کتاب در پایانِ سال ۱۸۴۹ توسط داستایفسکی تکمیل شده بود. در سال ۱۹۷۲، آنا دونینگان مترجم آمریکایی این کتاب را به زبان انگلیسی برگرداند.

## خلاصهٔ کتاب
داستان کتاب دربارۀ زندگی پُر غصهٔ یک دخترِ جوان است که بسیار فقیر است و در شهر سنت پترزبورگ زندگی می‌کند، دختری یتیم که توسطِ یک خانوادهٔ ثروتمند طبقهٔ بالا به سر پرستی گرفته می‌شود، دخترک در هنگامِ دیدار با خواهرِ ناتنی جدید خود به نامِ کاتیا، به شدت شیفتهٔ او می‌گردد و این دو به زودی تبدیل به دو شخصیت جدایی ناپذیر می‌شوند، با این حال یک روز کاتیا مجبور به تَرکِ نیه توچکا و عزیمت به مسکو به همراهِ پدر و مادرش می‌شود، برای ۸ سال آینده، نیه توچکا با خواهرِ بزرگِ کاتیا که اکنون دیگر به عنوانِ مادر جدید او تَلَقی می‌شود زندگی می‌کند، داستان به انتها می‌رسد قبل از پیوند و اتحادِ دوبارهٔ کاتیا و نیه توچکا، در حقیقت قهرمان واقعیِ این اثر یِفیموف، ناپدریِ نیه توچکا است که طبعِ تُند و سَرکش و فِکری آشُفته و نابِسامان در او موج می‌زند به همین جهت کتابِ نیه توچکا تا آنجا که یِفیموف بدرود حیات می‌گوید، شاید از شاهکارهای ادبیات روسی بِشُمار برود لیکن فصل‌های بعد از مرگِ یِفیموف به بلندیِ وقوف قسمت‌های اول نیست

## مکاتبات داستایفسکی دربارهٔ کتاب
نویسنده در چند مَقطَع مکاتباتی را دربارهٔ نگارش و کُلّیتِ این داستان داشته که مهم‌ترینِ آن‌ها نامه‌هایی است که برای برادرش نوشته، در ژانویه ۱۹۴۷ به برادرش می‌نویسد: به زودی نیه توچکا نیزوانوف را خواهی خواند، این هم اعترافی نظیرِ گولیادکین، است، هر چند به لَحنی دیگر و از نوعی دیگر است، تا آن تاریخ از داستایُفسکی فقط رمانِ بیچارگان منتشر شده بود و همین اثر بود که حتی قبل از انتشار، موجبِ شهرت و آوازهٔ او در محافلِ ادبی شده بود، داستان‌های بعدی او مانندِ شبیه و خانم صاحبخانه با عدمِ استقبال مواجه گردید و میانهٔ داستایُفسکی با بیلینسکی، منتقد بزرگ و توانای روس بهم خورد، او در این باره می نویسد 
من خود چنین می‌پِندارم که علیهِ مجموعهٔ مظاهرِ ادبی قرنِ خویش، علیه کلیۀ جراید و علیه تمامِ نَقادانِ عصر، اقامهٔ دعوی کرده‌ام
داستایُفسکی در نامه‌ای دیگر به تاریخ ۱۷ دسامبر ۱۹۴۶ به برادر خود چنین می‌نویسد. از کار خسته شده‌ام و کوفته‌ام، و تعهد کرده‌ام که روز پنجم ژانویه قسمتِ اولِ رُمان خود به نامِ نیه توچکا نیزوانوف را به کرایوسکی تحویل دهم، روز و شب به نوشتن مشغولم، فقط ساعتِ ۷ شب برای اینکه دماغی تازه کرده باشم سَری به اُپرای ایتالیایی می‌زنم تا آواز خوانندگانِ بی نظیرِ خودمان را بشنوم، با سه قسمتِ اول رُمانم که در سالنامهٔ میهن پرستی انتشار خواهد یافت، امسال نیز به رغمِ تمامِ کسانی که بدخواه من هستند تَفَوُق و برتری خود را به اثبات خواهم رسانید، در این ایام است که نویسنده با فقر و بی‌پولی دست به گریبان است و در وجودِ قَریحه و استعداد هُنری خود شک می‌کند، نویسنده همچنین در نامه‌ای به عنوان کرایوسکی، ناشرِ کتاب خود، چنین می‌نویسد: من می‌دانم که قسمتِ اولِ نیه توچکا نیزوانوف که در ماه ژانویه به چاپخانه داده‌ام، اثر خوبی است، چُنان اثری است که مجلهٔ میهن پرستی به طور قَطع می‌تواند جایی به آن اختصاص دهد، من اکنون تنها برای اِمرارِ معاش یعنی برای پول، چیز نمی‌نویسم بلکه به رُمان خود علاقه دارم و می‌دانم که اثرِ با ارزشی می‌نویسم.

## واژگان
1. ↑  Netochka Nezvanova
2. ↑  The Landlady
3. ↑  Jane Kentish
4. ↑  Ann Dunnigan's
5. ↑  The Katya